# Cascata (Erevan)
La Cascata (in armeno Կասկադ?, Kaskad) è una scalinata monumentale realizzata in pietra calcarea e situata a Erevan, capitale dell'Armenia, in particolare a Kentron, distretto centrale della città. La completa costruzione dell'opera, progettata dagli architetti Jim Torosyan, Aslan Mkhitaryan, Sargis Gurzadyan e Alexander Tamanyan, è stata composta da due fasi; la prima fase è iniziata nel 1976 ed è stata portata avanti fino 1991, mentre la seconda è iniziata nel 2002 e ha visto la conclusione del monumento nel 2009.
All'interno della struttura, al di sotto delle scalinate esterne, sono ubicate sette scale mobili che risalgono per tutta la lunghezza del complesso. Tali scale collegano tra loro diverse sale espositive, che nel loro insieme costituiscono il museo d'arte Cafesjian.
La scalinata è larga 50 metri e lunga 302, ha un'inclinazione di circa 15 gradi ed alla sua base è presente un grande giardino che ospita diverse statue di scultori contemporanei come Fernando Botero, Barry Flanagan, Lynn Chadwick e Jaume Plensa. Altre sculture si possono poi ammirare salendo i diversi livelli della scalinata, su cui trovano posto giardini terrazzati che ospitano sia fontane che, per l'appunto, sculture d'arte moderna provenienti, in particolare, dalla collezione Cafesjian. Oltre a ciò, la scalinata offre ai passanti vedute panoramiche sia del centro di Erevan che del monte Ararat.
Durante la primavera, l'estate e l'inizio dell'autunno, la Cascata ospita concerti di musica classica e musica jazz, i cui astanti, solitamente, siedono sui gradini dell'opera, potendo anche godere di diversi locali e ristoranti situati su entrambi i lati della scalinata.

## Storia

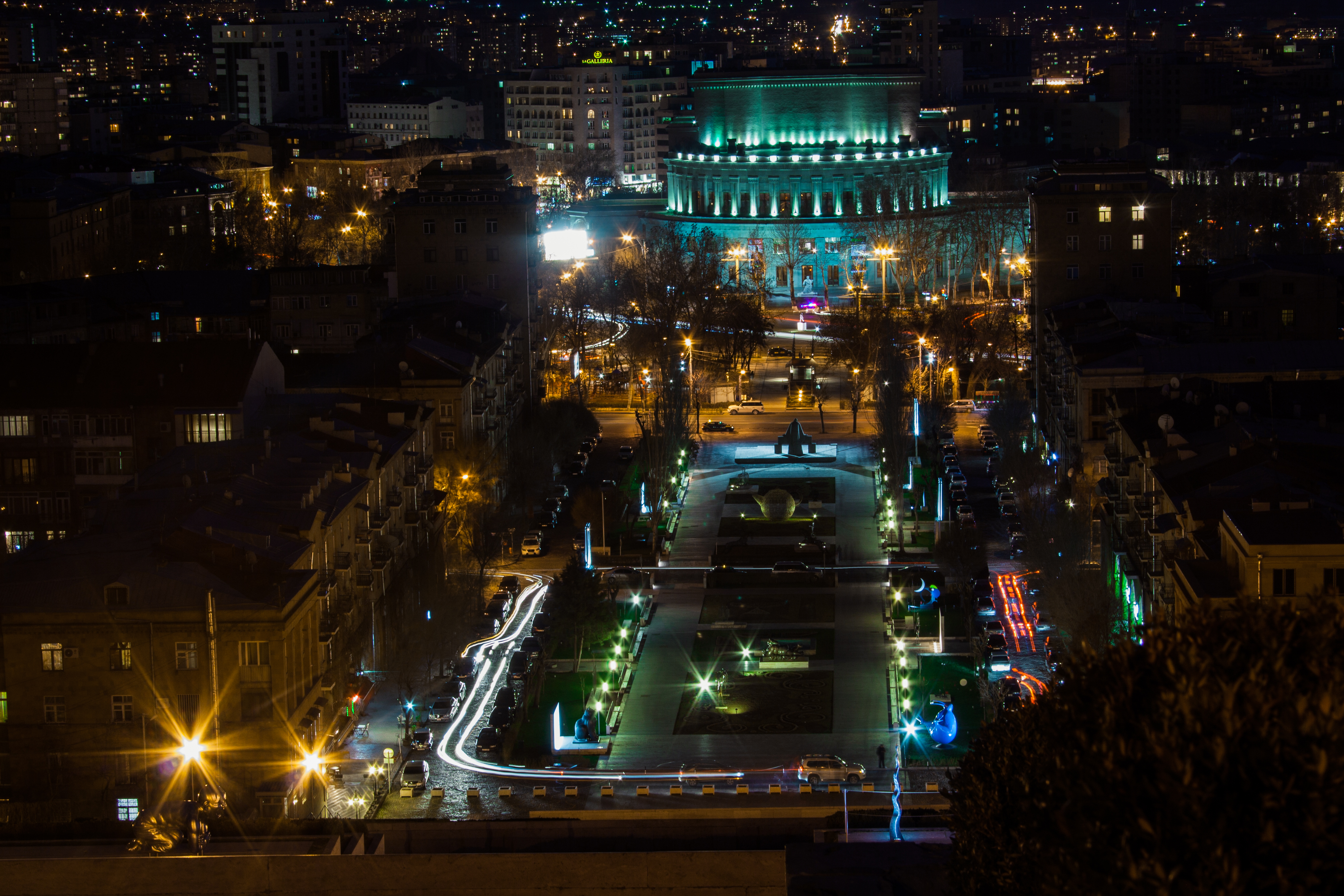
Veduta notturna di Erevan dai gradini della Cascata.

L'opera fu originariamente pensata come monumento al Soviet che, grazie a una scala mobile o ai 572 gradini che la compongono, consentisse di spostarsi dal centro della città a una spianata dove si erge un monumento alto venti metri che celebra il cinquantesimo anniversario della nascita dell'Armenia sovietica, la Repubblica Socialista Sovietica Armena, e quindi a un parco, il parco della Vittoria, situato nei distretti di Qanaqer-Zeytun e di Arabkir. La sua realizzazione iniziò quindi nel 1976, quando ancora l'Armenia si chiamava Repubblica Socialista Sovietica Armena, e, dopo un rallentamento dei lavori dovuto al terremoto del 7 dicembre 1988, fu interrotta nel 1991, dopo la caduta dell'Unione Sovietica. A quel punto la scalinata arrivava solo ad un'altezza di 78 m e non si collegava direttamente alla suddetta spianata, posta invece ad un'altezza di 118 m, ciononostante, negli anni Novanta il luogo divenne comunque sito di concerti e manifestazioni con un ampio richiamo di pubblico.
All'inizio degli anni Duemila, una decina d'anni dopo la fine dell'era sovietica armena, la proprietà dell'area fu ceduta al magnate statunitense di origine armena Gerard Cafesjian, il quale iniziò un'opera di rinnovazione dell'intero complesso. La costruzione della Cascata riprese quindi nel 2002 e si concluse nel 2009, con la realizzazione all'interno dell'opera del già citato museo d'arte Cafesjian, progettato dall'architetto David Hotson. L'inaugurazione del monumento, al tempo il più grande progetto architettonico in Armenia dopo la caduta del regime sovietico, ha avuto luogo il 7 e l'8 novembre 2009.

## Galleria d'immagini

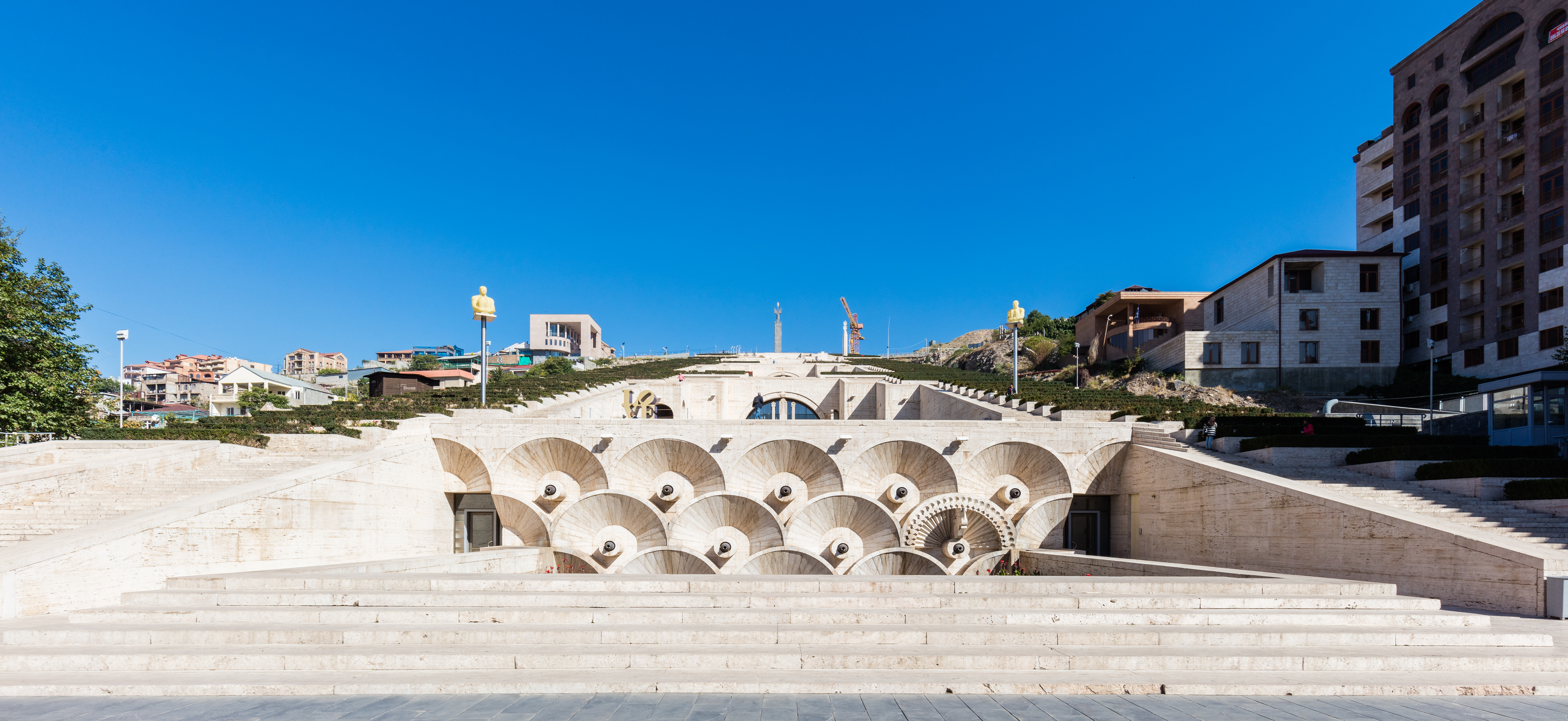
Primo livello
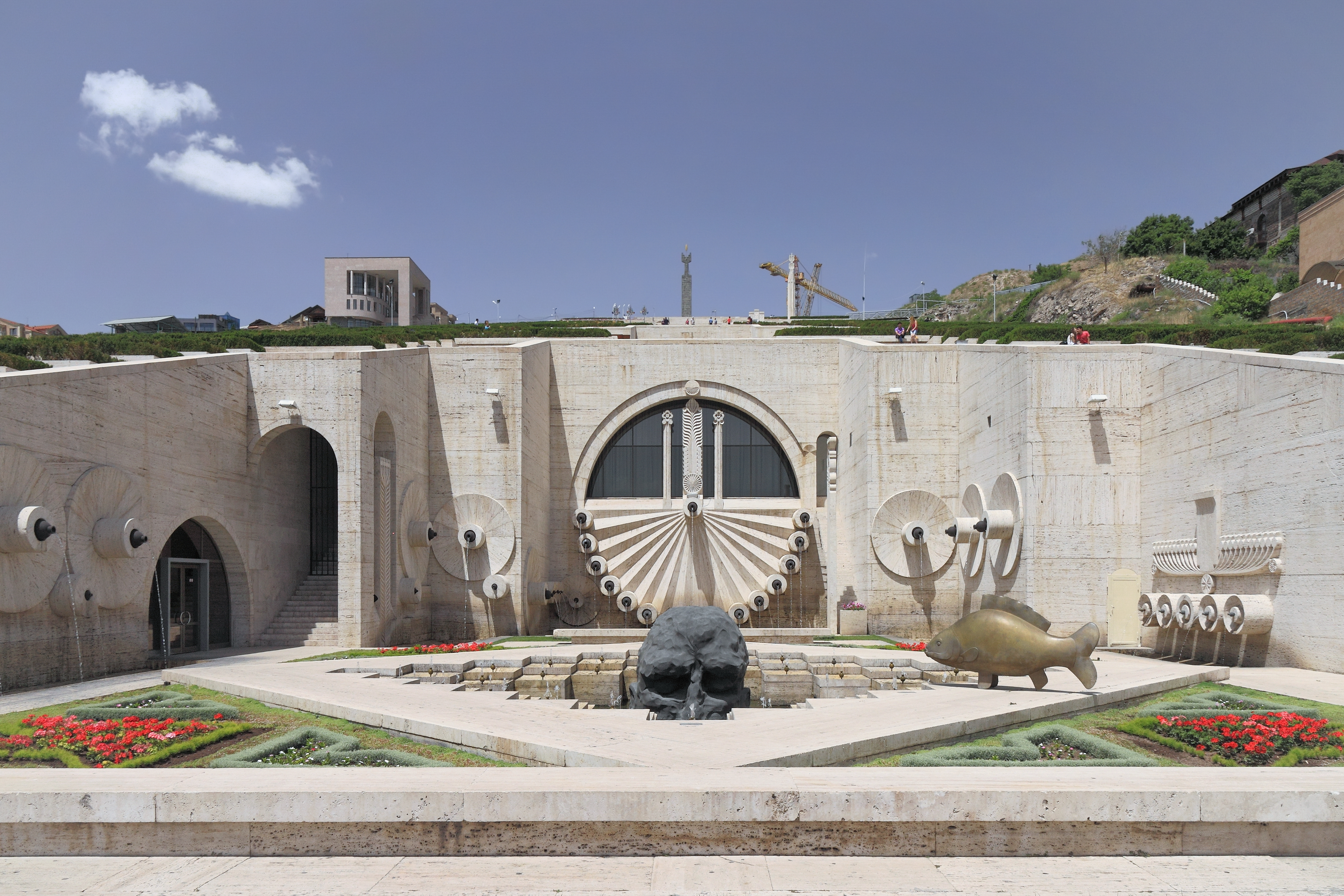
Secondo livello
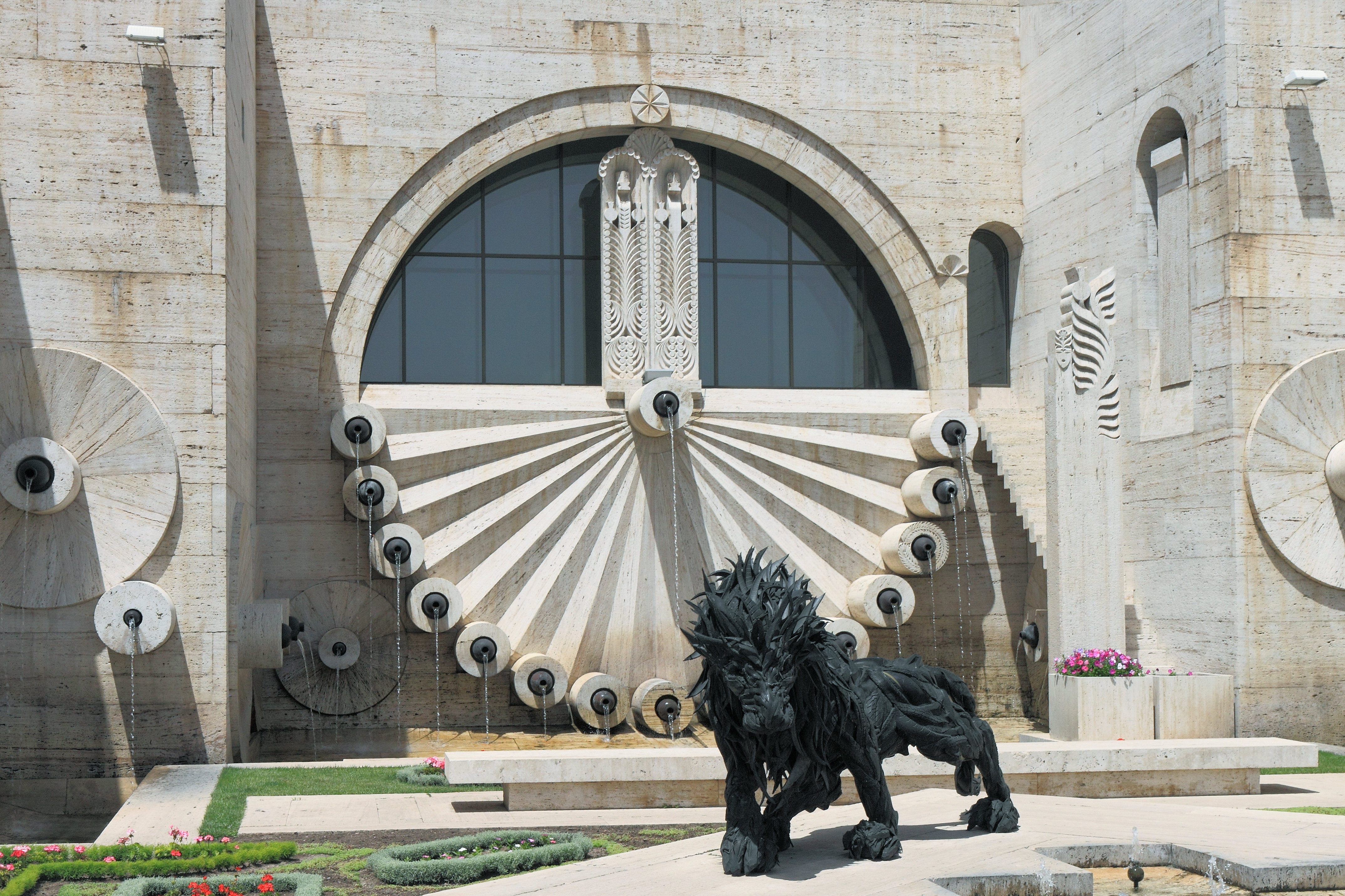
Terzo livello
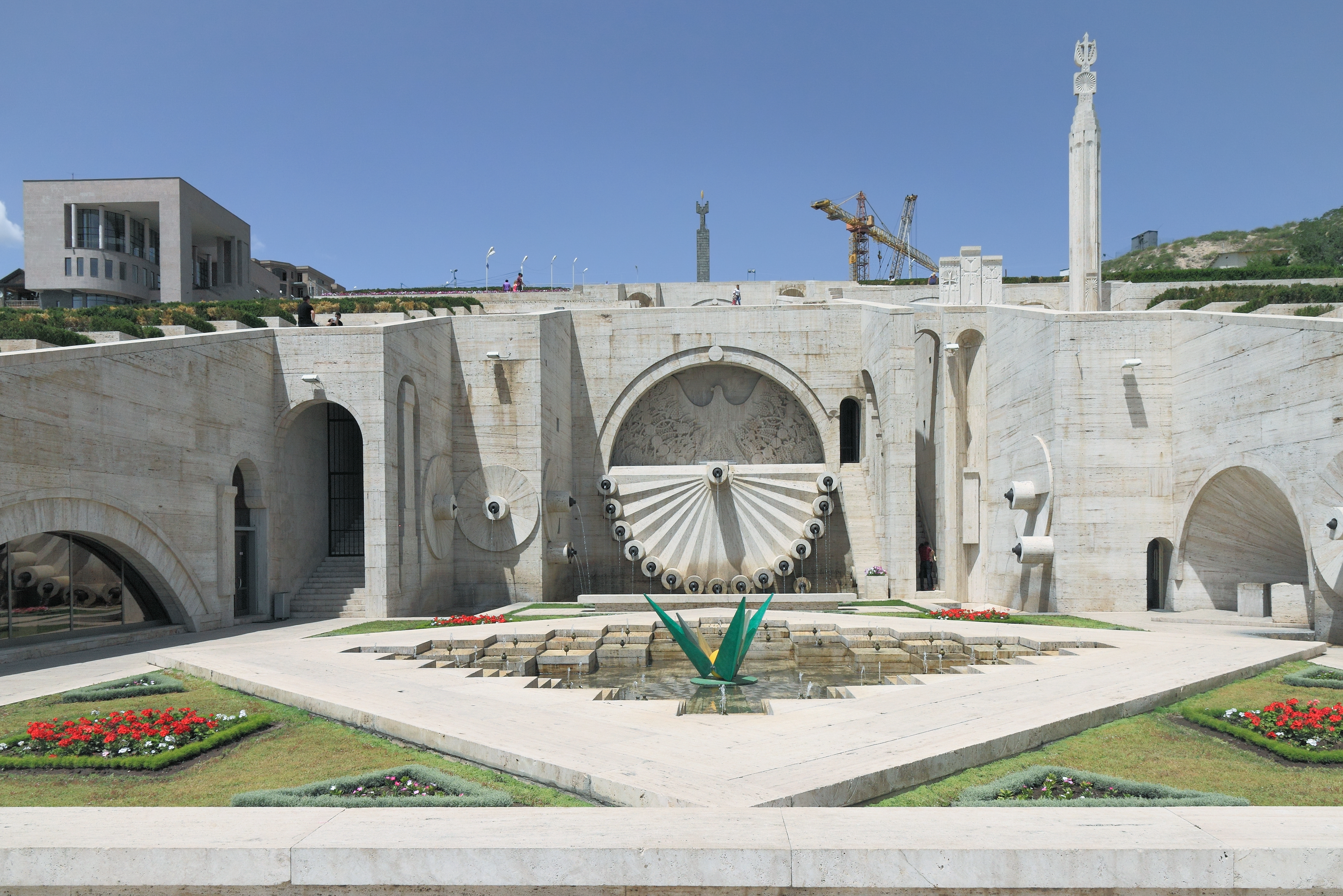
Quarto livello
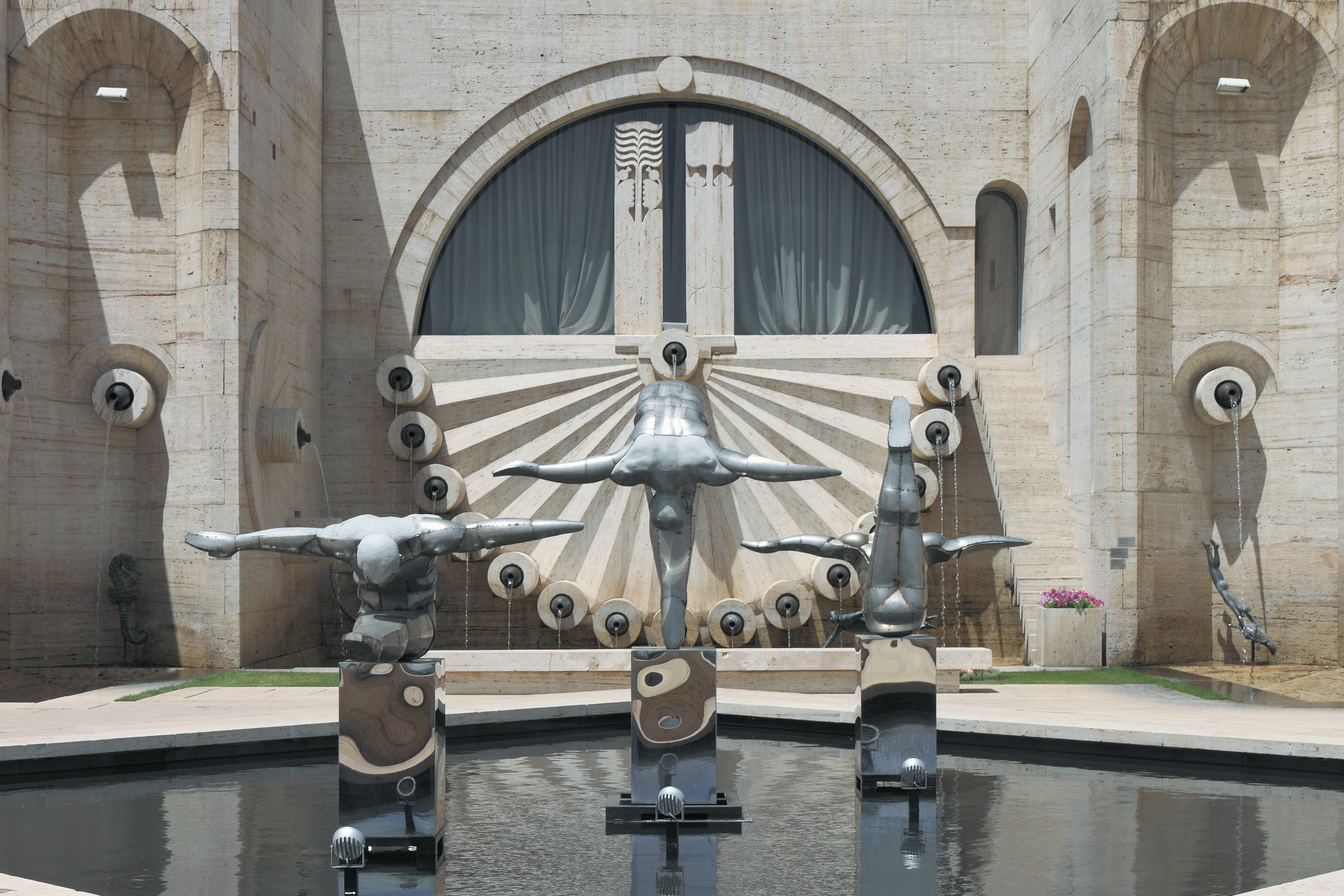
Quinto livello: "Divers" di David Martin
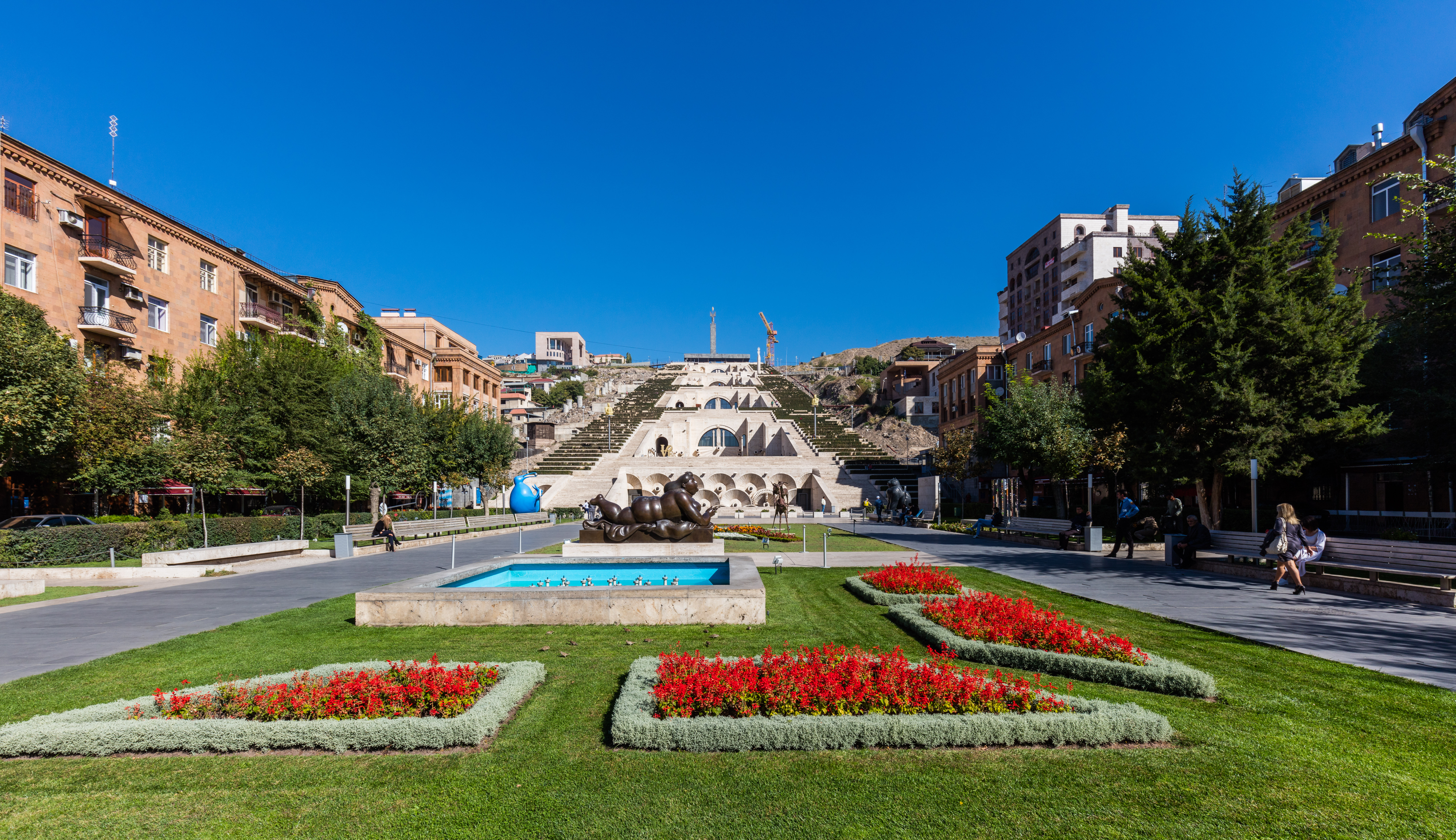
La Cascata e il parco
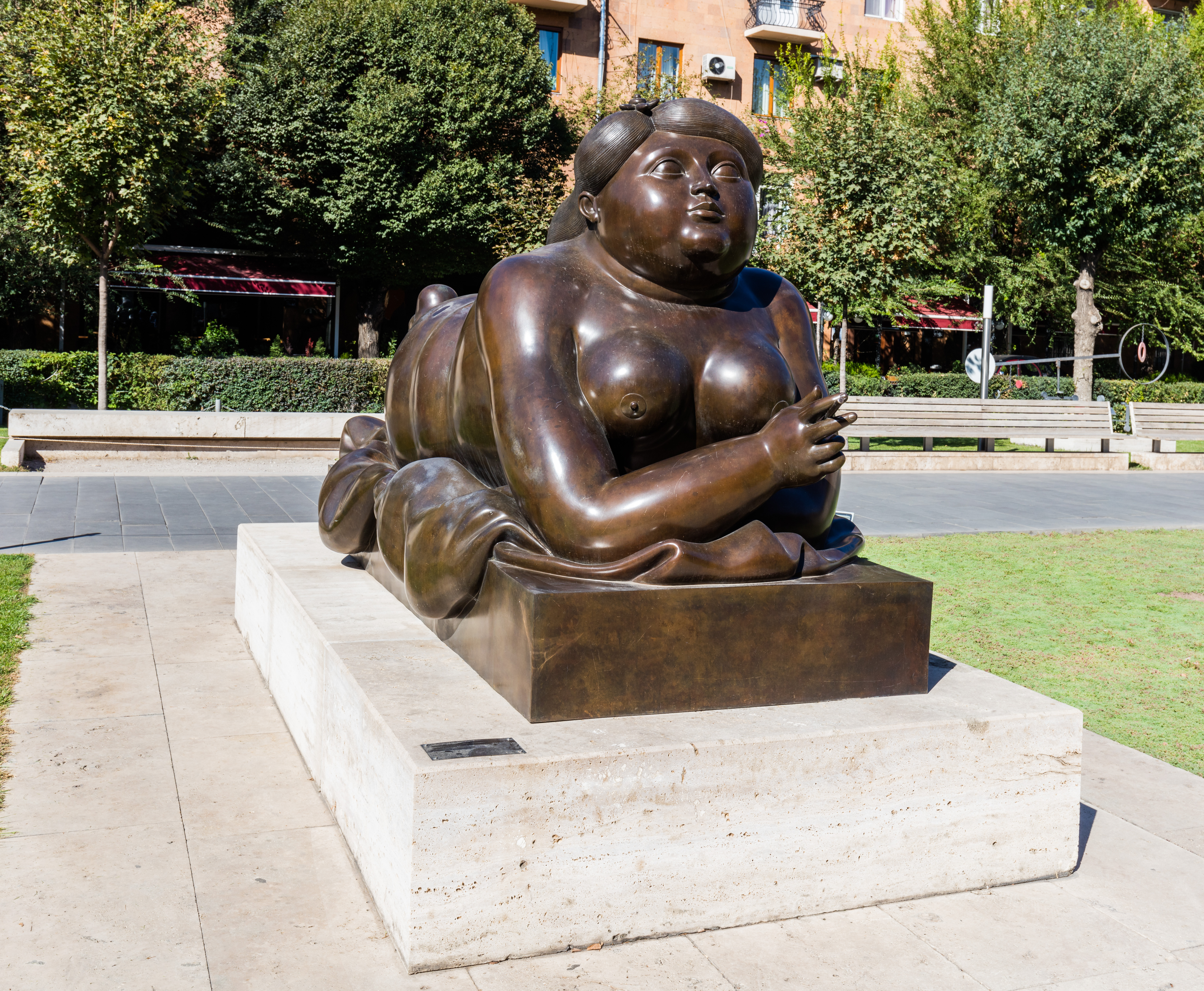
"Mujer Fumando un Cigarrillo" di Fernando Botero
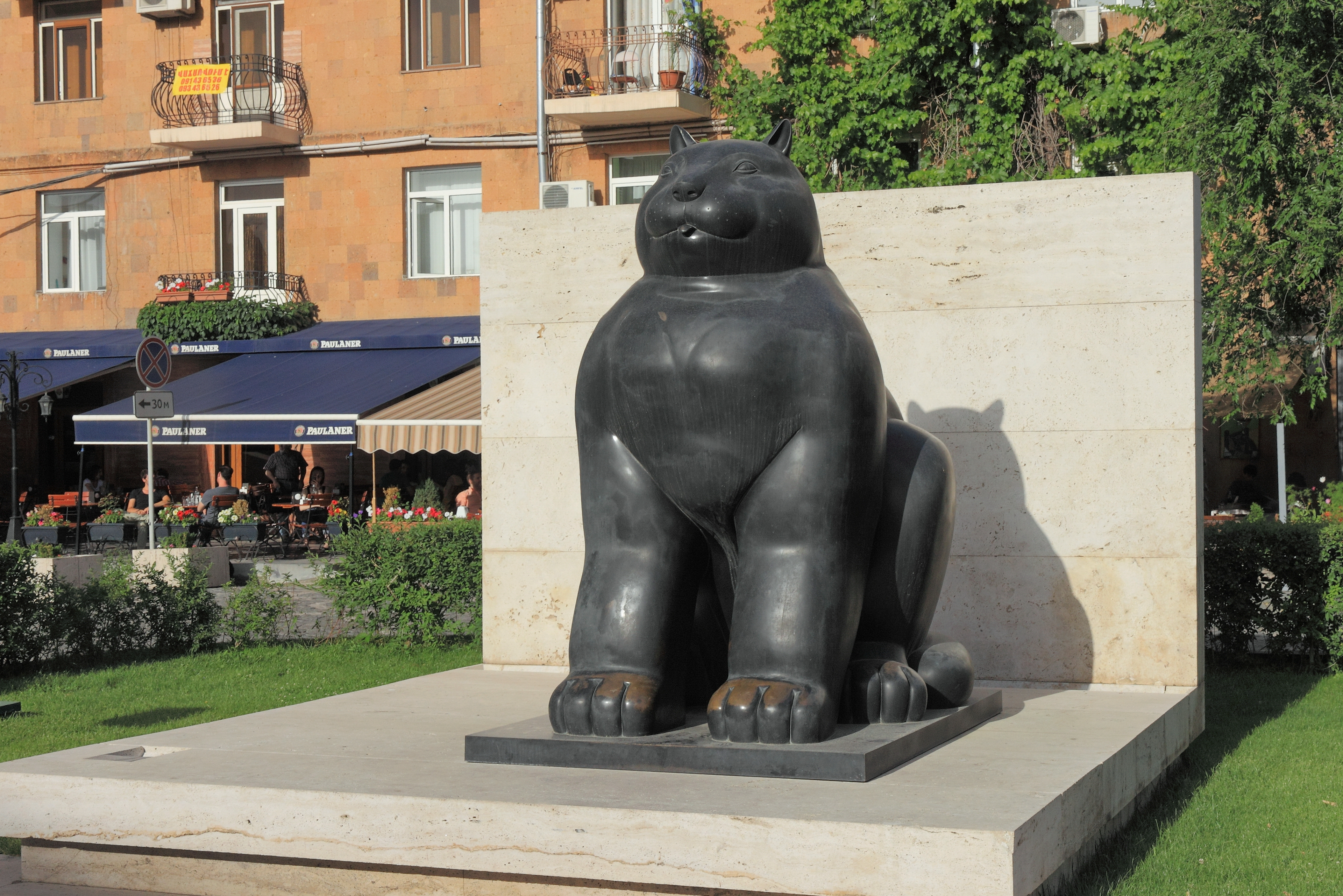
"Gatto" di Fernando Botero
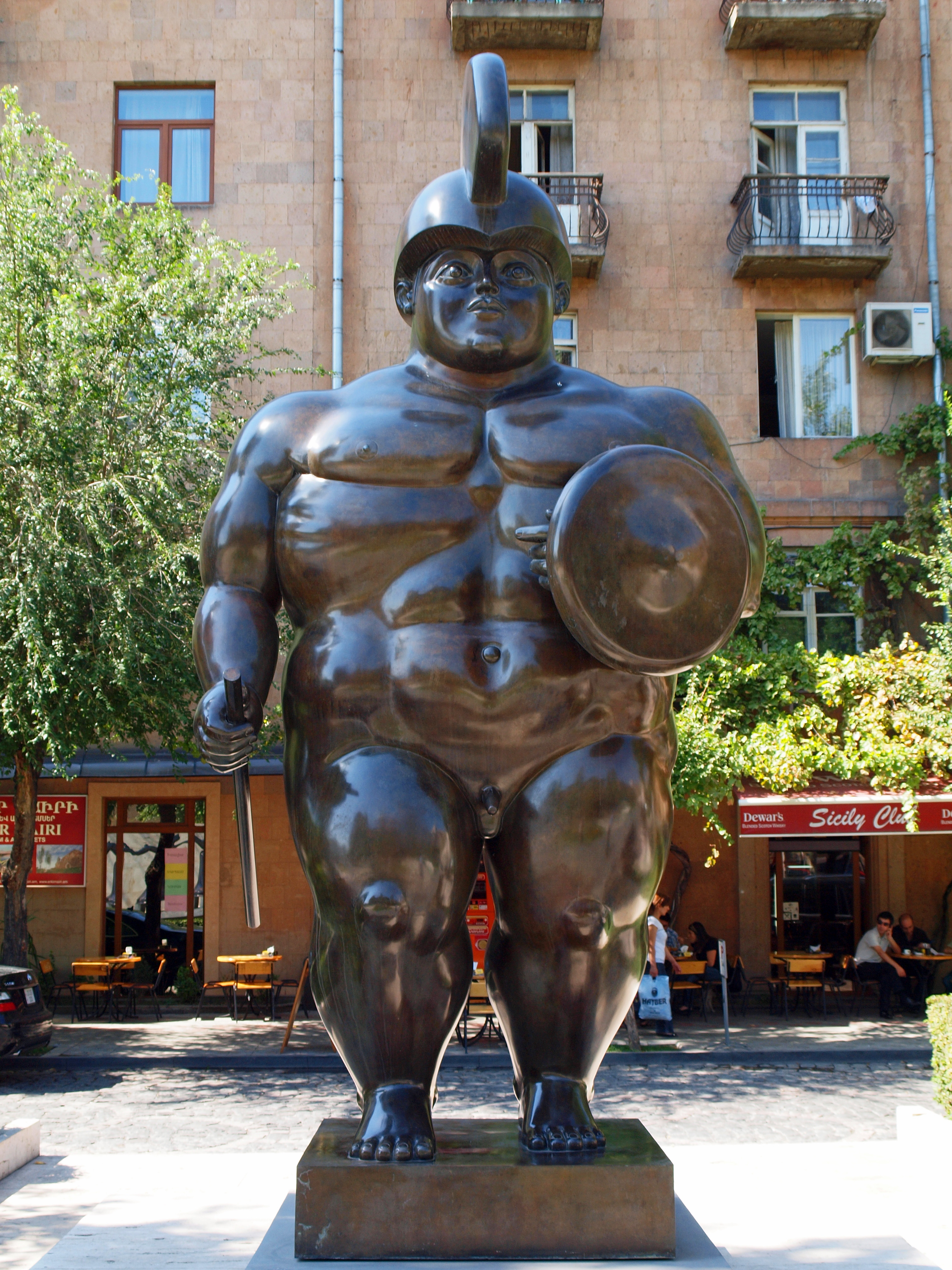
"Roman Warrior statue" di Fernando Botero
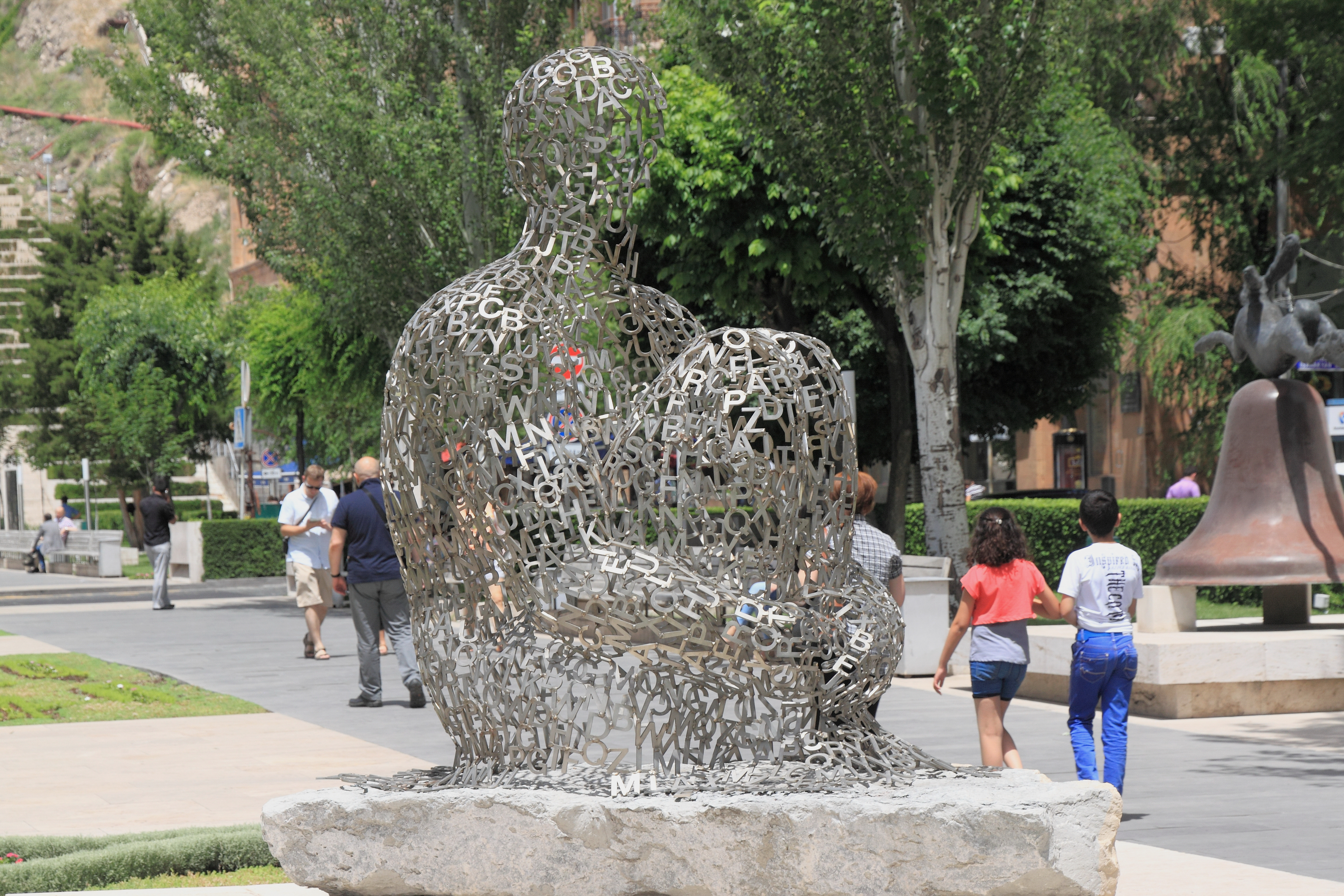
"Shadows I" scultura di Jaume Plensa
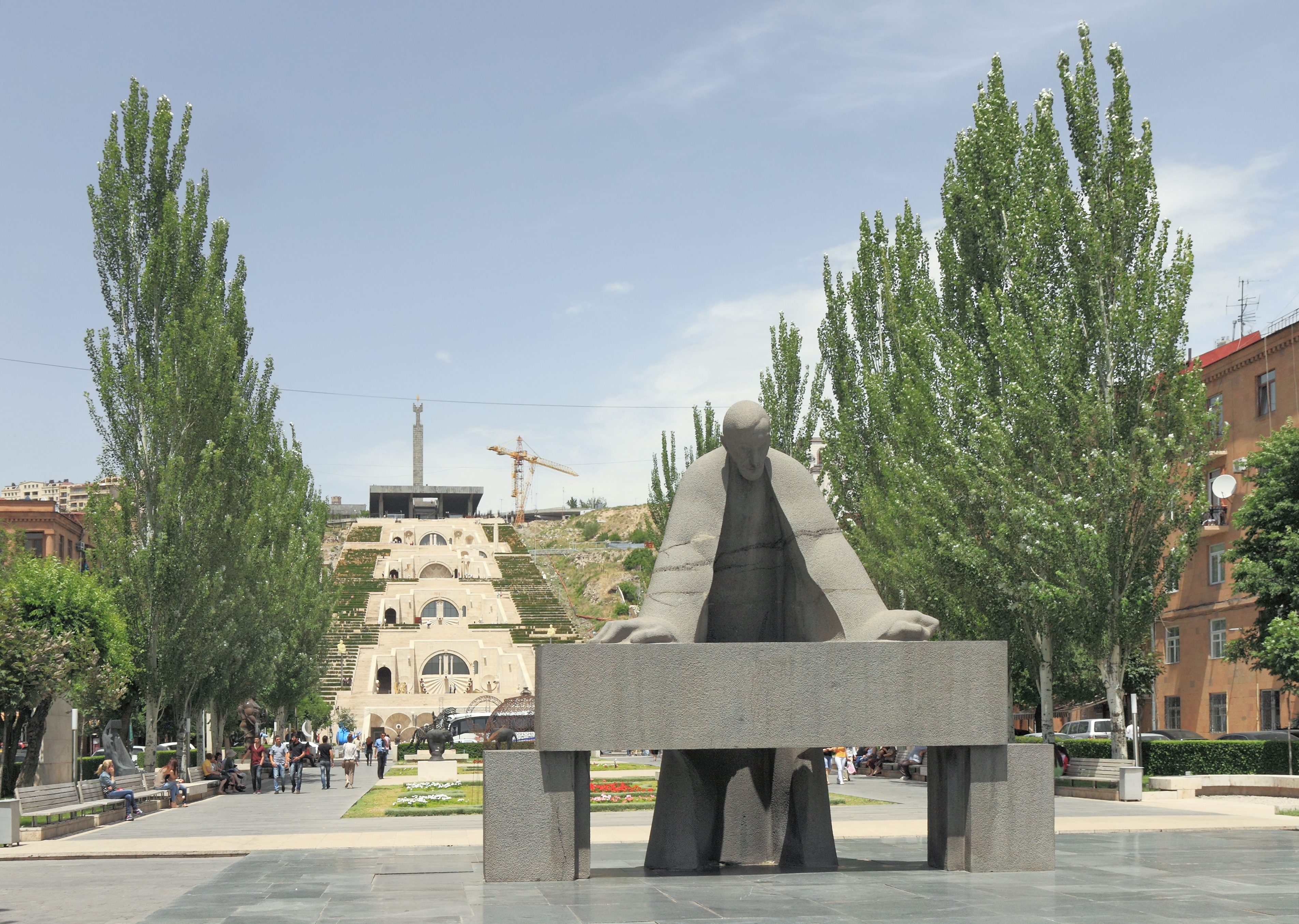
Monumento ad Alexander Tamanyan